# Urvinum Hortense
Urvinum Hortense è il sito archeologico di un'antica città romana situato a poche centinaia di metri dall'attuale Collemancio, in località La Pieve, con ogni probabilità menzionata nella Naturalis Historia (III, 114) da Plinio il Vecchio. Non deve essere confusa con Urvinum Metaurense nella Valle del Metauro (l'odierna città di Urbino).

## Origine e storia

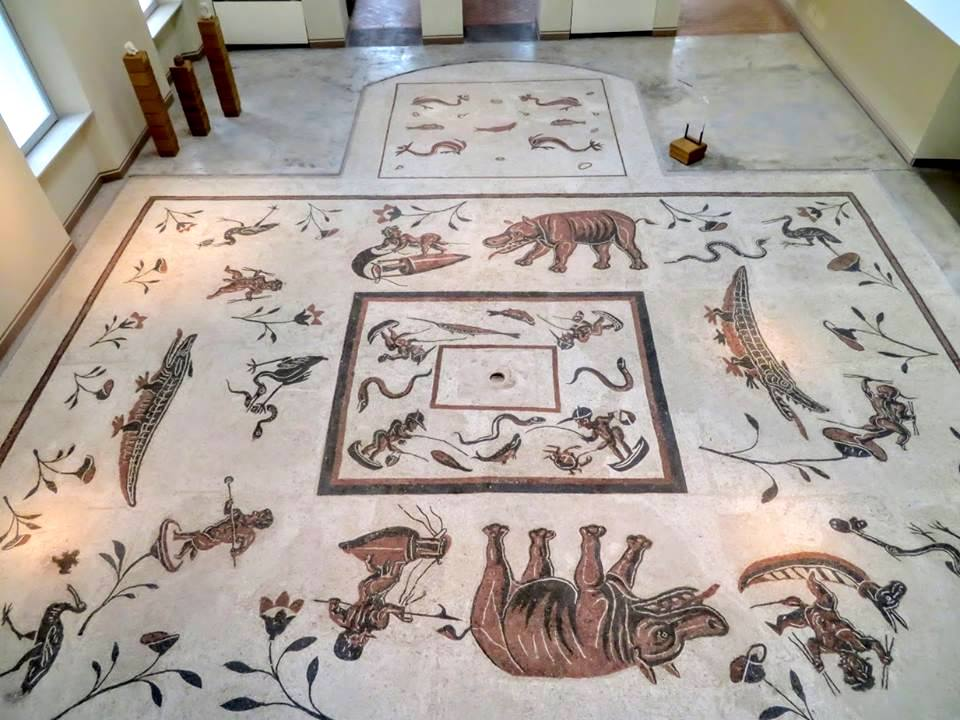
Mosaici dalle terme di Urvinum Hortense (Museo Città di Cannara).

Urvinum Hortense fu fondata nel III secolo a.C., in concomitanza con la colonizzazione della vallata umbra avvenuta in quello stesso secolo. Non è certa l'esistenza di un vicus edificato in età preromana sul posto o nelle immediate vicinanze. Il centro abitato, che fin dal III secolo a.C. si dotò di un tempio e di mura erette con blocchi squadrati di arenaria reperita localmente esercitava una funzione di controllo sulla rete stradale e serviva come centro di passaggio per le merci. Conobbe un notevole sviluppo urbano sul finire dell'età repubblicana e agli inizi di quella imperiale, epoca in cui venne inserita da Augusto, tra i municipi della Regio VI. Di età tardorepubblicana sono le Terme, successivamente ampliate durante il regno dell'imperatore Antonino. Nel 47 a.C. diede forse i natali al poeta Properzio e nel 69, il console romano Fabio Valente venne ivi imprigionato, mentre lottava per il potere contro Vespasiano.
Nel corso del V secolo, durante le invasioni barbariche decadde al pari di tante altre realtà urbane della propria regione di appartenenza e del resto d'Italia. Pur andando incontro a un progressivo spopolamento, la località doveva tuttavia essere ancora abitata all'indomani delle guerre gotiche a giudicare dalla costruzione in loco di una basilica paleocristiana a pianta rettangolare di medie dimensioni (21 m x 6 m) eretta tra il VI e il IX secolo. Tale basilica era adorna di sculture i cui frammenti le fanno risalire al IX secolo.

## Scavi archeologici
I primi scavi che riportarono alla luce il municipio romano sono del 1931, e furono condotti da un maestro elementare appassionato di storia e di archeologia, Giovanni Canelli Bizzozzero .

### Fonti antiche
- (LA) Plinio il vecchio, Naturalis Historia,  Liber III, 114., Naturalis Historia, Liber III, 114 (link al testo latino originale su la.wikisource)